# Fotoliga
Fotoliga, neboli Workers Film and Photo League (WFPL) byla levicově orientovaná organizace tzv. kulturních pracovníků (Cultural Workers) v USA, která pořádala řadu fotografických kurzů. Ve 30. a 40. letech se zabývala dokumentováním života ve velkoměstech na východním pobřeží USA. Měla úzké přátelské vazby na sovětské Rusko, organizace Internationale Arbeiterhilfe (IAH) a International Workers Relief. Posledně jmenovaná společnost měla úzký vztah s německým komunistou Willi Münzenbergem.

## Historie
Od roku 1920 do 1930 dokumentovala WFPL Stávky pracujících a politické aktivity, mimo jiné také „Passaic Textile Strike“, „Gastonia Textile Strike“ a „National Miners Union Strike“ v období od 1931 do 1932.
WFPL byla de facto kulturní organizací Komunistické strany USA, neuváděla své filmy v kinech, ale v rámci uvnitř strany, nebo na takzvaných akcích "Trade Union Unity League".
V roce 1933 bylo z názvu organizace vynecháno slovo „Workers“, takže z něj zůstalo pouze „Film and Photo League“. V roce 1935 bylo zrušeno sovětské oddělení WIR. FPL přežívalo ještě jeden rok, pak se z ní stala soukromá produkční firma.
Jiný zdroj uvádí, že Fotoliga zanikla roku 1951, poté co byla obviněna ze sympatií ke komunismu.

## Členové WFPL
- Eliot Elisofon[1]
- Morris Engel[1]
- Sid Grossman[1]
- Aaron Siskind
- David Platt

### New York
- Lester Balog
- Tom Brandon
- Sam Brody
- Robert Del Duca
- Arnold S. Eagle
- Leo Hurwitz
- Lewis Jacobs
- Vic Kandel
- Irving Lerner
- Jay Leyda
- Nancy Naumberg
- David Platt
- Harry Alan Potamkin
- Julian Roffman
- Leo Seltzer
- Ralph Steiner

### Chicago
- Maurice Baillen
- Conrad Friberg, aka C. O. Nelson
- John Freitag
- Gordon Koster
- William Kruck
- John Masek
- Dr. William J. Twig

### Detroit
- Joseph Hudyma
- Jack Auringer

### San Francisco
- Lester Balog
- Otto Hagel
- Hansel Miethová

### Los Angeles
- Louis Siminow